# Portugiesisch-zyprische Beziehungen
Die portugiesisch-zyprischen Beziehungen umfassen das zwischenstaatliche Verhältnis zwischen Portugal und Zypern. Die Länder unterhalten seit 1975 direkte diplomatische Beziehungen.
Die Beziehungen werden geprägt von der gemeinsamen Mitgliedschaft in der EU und der Eurozone, der OSZE, dem Europarat und anderen multilateralen Organisationen.
Im Jahr 2016 waren 28 Staatsbürger Zyperns in Portugal gemeldet, 2010 waren in den portugiesischen Konsulaten in Zypern 182 Bürger gemeldet.
Die in Zypern und Griechenland bekannt gewordene Pop-Sängerin Nikki Ponte (* 1991 in Toronto, Kanada) hat einen portugiesischen Vater und eine zypriotische Mutter.

## Geschichte

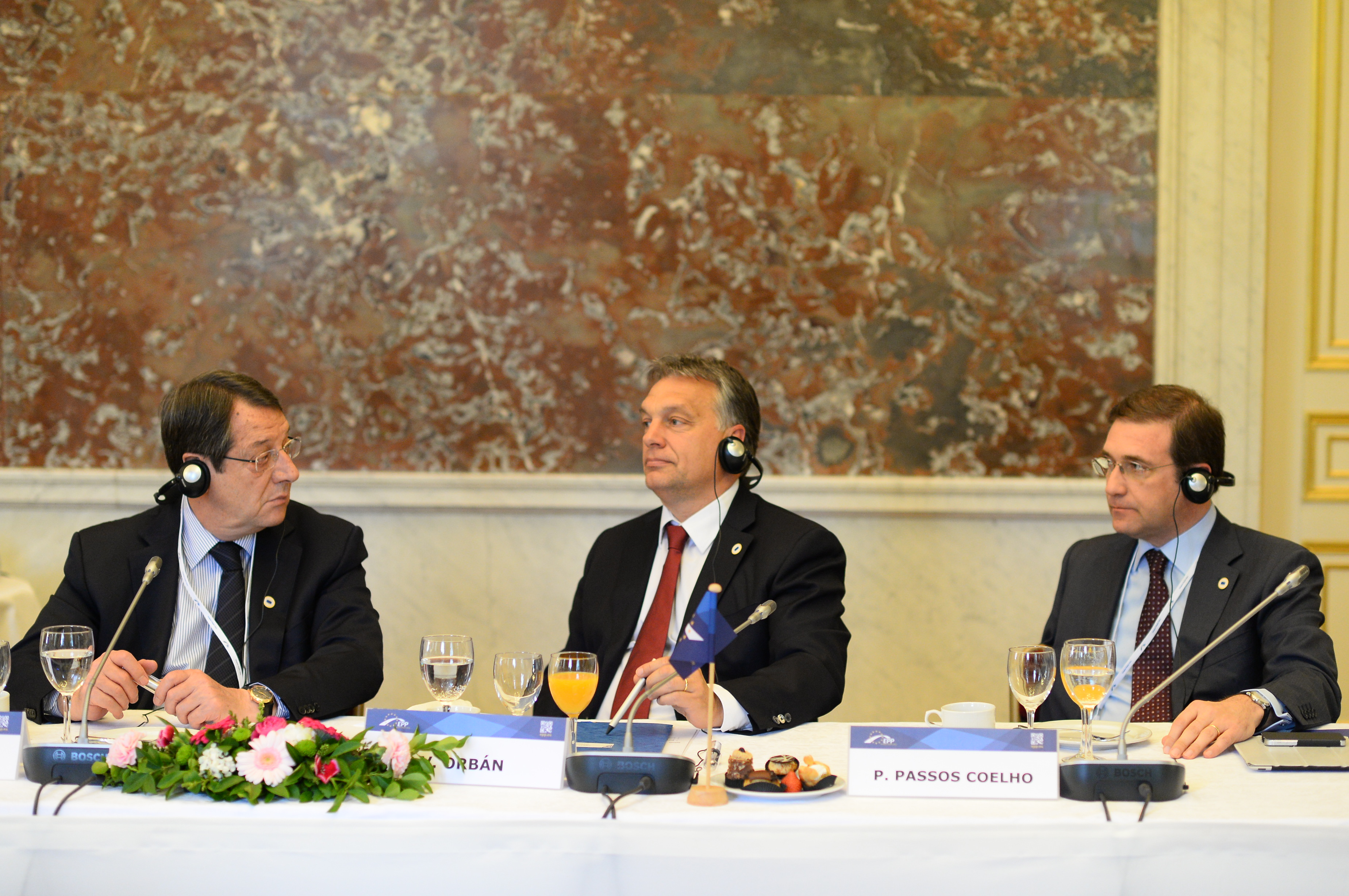
Zyperns Nikos Anastasiadis (li.) und Portugals Pedro Passos Coelho (re.) beim EVP-Gipfel, Mai 2014 in Brüssel.

Das heutige Portugal wurde ab 206 v. Chr. Teil des Römischen Reiches, zu dem 58 v. Chr. auch Zypern kam. Sie blieben beide unter römischer Herrschaft, bis Zypern ab 395 n. Chr. Teil des neu entstandenen Oströmischen Reichs wurde und die Iberische Halbinsel ab 409 n. Chr. von germanischen Stämmen erobert wurde. Vermutlich kam es in diesen etwa 450 Jahren gemeinsamer römischer Geschichte auch zu wechselseitigem Austausch von Waren und Personen, doch sind keine bedeutenden Handelsströme oder Personenwanderungen zwischen den zwei Regionen bekannt.
Die Wege des 1139 gegründeten, im Verlauf seiner Geschichte meist atlantisch orientierten Königreichs Portugal und das abwechselnd unter genuesischer, venezianischer, osmanischer und britischer Fremdherrschaft stehende Zypern kreuzten sich bis ins 20. Jahrhundert nur selten. Zu erwähnen ist die Anwesenheit portugiesischer Kreuzfahrer: nach dem Fall der Festung Akkon im Jahr 1291 und dem folgenden Rückzug der Kreuzfahrer aus dem Heiligen Land verlegte der Malteserorden seinen Sitz einige Jahre nach Limassol. In dem früheren Johanniterorden spielten portugiesische Ritter eine wichtige Rolle.
Zypern wurde 1960 unabhängig. Erst nach der Nelkenrevolution 1974 und dem folgenden Ende des kolonialen Estado Novo-Regimes in Portugal richteten beide Staaten am 5. März 1975 diplomatische Beziehungen ein. Am 16. Januar 1976 akkreditierte sich als erster portugiesischer Botschafter in Zypern Virgílio Armando Martins, Portugals Botschafter in Rom.

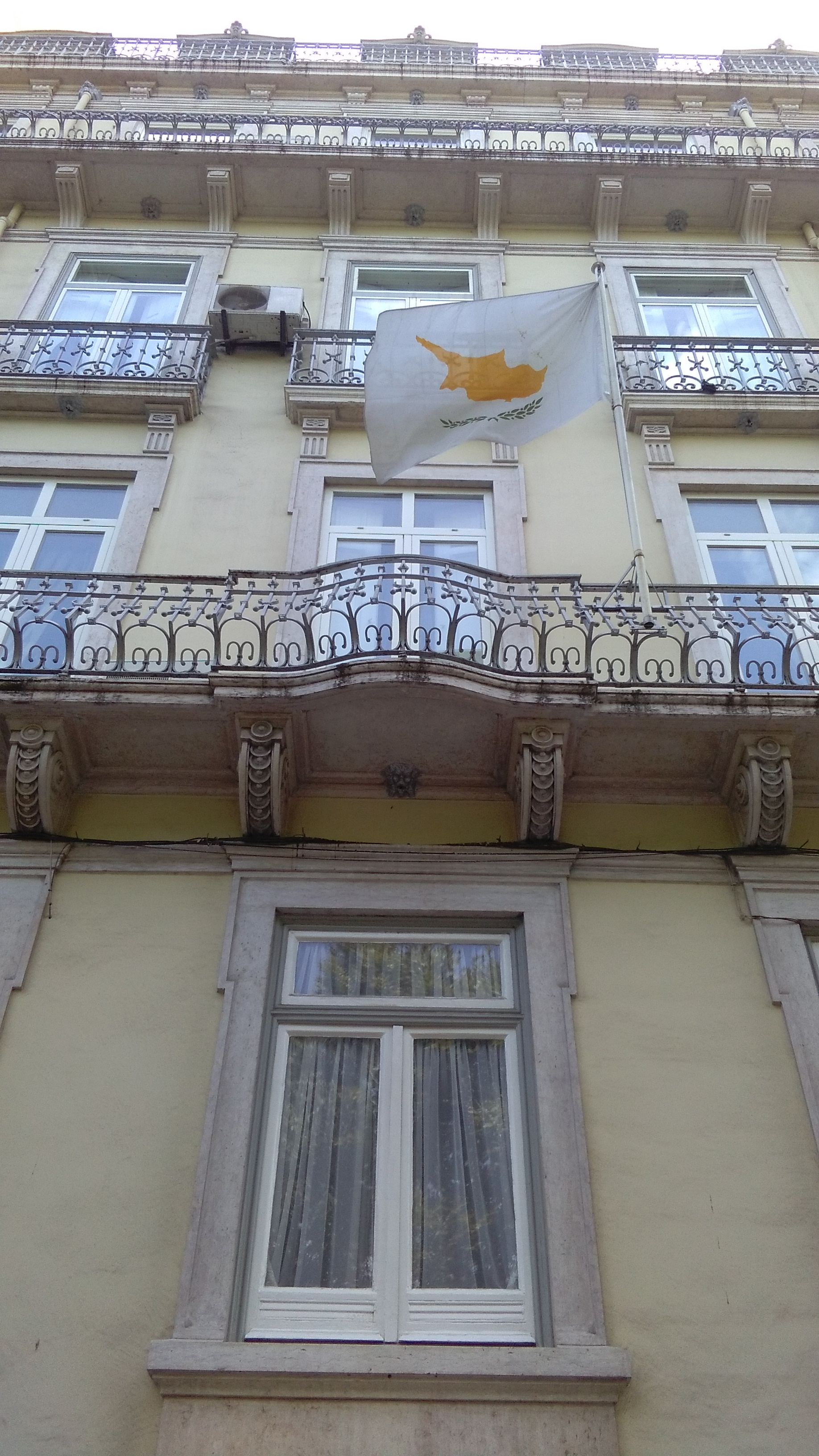
Die zyprische Botschaft an der Avenida da Liberdade

1986 wurde Portugal Mitglied der EU, 2004 trat Zypern der Gemeinschaft bei. In der Folge näherten sich die Länder weiter an und eröffneten gegenseitig direkte Botschaften. 2005 eröffnete Portugal seine erste Botschaft in Nikosia.
Im Zusammenhang mit dem Libanonkrieg 2006 evakuierte die Portugiesische Luftwaffe portugiesische Staatsbürger aus dem Libanon über Zypern, wohin sie flüchten konnten.

## Diplomatie
Portugal unterhält eine Botschaft in der zyprischen Hauptstadt Nikosia, im Severis Building in der Hausnummer 9 der Arch. Makarios Avenue. Zudem bestehen portugiesische Konsulate in Larnaka und Limassol.
Die Botschaft Zyperns in Portugal residiert an der zentralen Lissabonner Prachtstraße Avenida da Liberdade, Hausnummer 229. Ein zyprisches Honorarkonsulat ist zudem im nordportugiesischen Porto eingerichtet.

## Wirtschaft

Raffinerie in Leça da Palmeira: Treibstoffe sind vor Medikamenten und Papier das wichtigste Exportgut Portugals nach Zypern, von wo als wichtigste Einzelgüter Baumwollfäden, Spirituosen und Baumaterial nach Portugal gehen.

Portugal gehörte 1999 zu den ersten Ländern, die den Euro als Zahlungsmittel einführten, Zypern trat 2008 der Eurozone bei.
Die portugiesische Außenhandelskammer AICEP unterhält ein Kontaktbüro an der Botschaft Portugals in Nikosia.
Im Jahr 2016 exportierte Portugal Waren im Wert von 37,3 Mio. Euro nach Zypern (2015: 36,8 Mio.; 2014: 26,7 Mio.; 2013: 30,4 Mio.; 2012: 24,9 Mio.), davon 35,6 % Treibstoffe, 10,3 % chemisch-pharmazeutische Produkte, 7,5 % landwirtschaftliche Erzeugnisse, 6,0 % Maschinen und Geräte, 5,3 % Kunststoffe und Gummi und 5,2 % Papier und Zellulose.
Im gleichen Zeitraum lieferte Zypern Waren im Wert von 4,9 Mio. Euro an Portugal (2015: 6,2 Mio.; 2014: 4,0 Mio.; 2013: 5,9 Mio.; 2012: 2,7 Mio.), davon 21,3 % Fahrzeuge und Fahrzeugteile, 16,6 % Maschinen und Geräte, 14,0 % chemisch-pharmazeutische Produkte, 9,8 % textile Stoffe und 9,2 % Lebensmittel.
Damit stand Zypern für den portugiesischen Außenhandel an 58. Stelle als Abnehmer und an 113. Stelle als Lieferant, im zyprischen Außenhandel rangierte Portugal an 79. Stelle als Abnehmer und an 43. Stelle als Lieferant.

## Sport

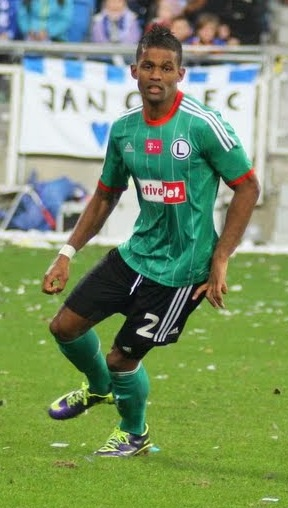
Zyperns Nationalspieler Dossa Júnior wurde 1986 in Lissabon geboren.

### Fußball
Männer
Die Portugiesische Fußballnationalmannschaft und die Zyprische Nationalelf spielten bisher elfmal gegeneinander, mit zehn portugiesischen Siegen und einem Unentschieden (Stand November 2017). Erstmals trafen sie am 29. März 1972 in Lissabon aufeinander, das Spiel in der Qualifikation zur WM 1974 gewann Portugal mit 4:0. In der Qualifikation zur EM 2012 rang Zypern den Portugiesen am 3. September 2010 in Guimarães ein 4:4 ab.
Bei der EM 2004 in Portugal war Zypern nicht vertreten.
Die U-18-Fußball-Europameisterschaft 1998 in Zypern schloss Portugal als Dritter ab, der Gastgeber schied nach der Gruppenphase aus.
Der zyprische Nationalspieler Dossa Júnior stammt aus Portugal.
Während portugiesische Fußballer häufig in Zypern tätig werden, werden zypriotische Spieler nur selten in Portugal unter Vertrag genommen. In Zypern spielten Portugiesen bisher bei vielen Vereinen, dabei besonders häufig beim Spitzenklub Apollon Limassol, etwa Euclides Cabral, Dady, Tiago Gomes, João Paulo, João Paulo Andrade, João Paiva, der kapverdisch-portugiesische José Semedo, und Zé Vitor, u. a. 2015 war Pedro Emanuel Trainer des Klubs.
Frauen
Die Portugiesische und die Zyprische Frauen-Nationalmannschaft sind bisher noch nicht aufeinander getroffen (Stand 2017).
Weder war Zypern bisher beim jährlichen Algarve-Cup, noch war Portugal bisher beim Zypern-Cup vertreten (Stand November 2017).
Die portugiesische Nationalspielerin Beatriz Fonseca stand von 2021 bis 2022 beim zypriotischen Erstligisten Apollon Limassol unter Vertrag, ihr erster Auslandsverein. Mit dem Rekordmeister gewann sie 2022 sowohl die erste Liga Zyperns als auch den Landespokal. Vor ihr war auch schon ihre Nationalmannschaftskollegin Mónica Mendes bei Apollon Limassol tätig und gehörte zur Meistermannschaft 2016.

### Badminton
Beim wichtigsten zyprischen Badminton-Turnier, der Cyprus International, waren portugiesische Sportler mehrmals vertreten. Insbesondere bei den Cyprus International 2004 waren sie erfolgreich: bei den Damen gewann Filipa Lamy das Einzel und zusammen mit Vânia Leça auch das Doppel, Telma Santos gewann mit Nuno Santos das Mixed Doppel. Im Herreneinzel wurde zudem Marco Vasconcelos Dritter.
Beim Helvetia-Cup 2005 in Zypern wurde Portugal Dritter, der Gastgeber schloss als 15. 1995 war Portugal hier Neunter, Gastgeber Zypern landete auf dem 13. Platz.
Der Helvetia-Cup 2003 fand in Portugal statt, dort endete der Gastgeber als Vierter, Zypern schloss als 14. ab.
Beim bedeutendsten portugiesischen Badminton-Turnier, die Portugal International, gab es bisher noch keine Sieger aus Zypern (Stand 2017).